# 麦克唐纳·贝利
麦克唐纳·贝利（英語：McDonald Bailey，1920年12月8日—2013年12月4日），英国、特立尼达和多巴哥男子田径运动员。他曾代表英国参加1948年和1952年夏季奥林匹克运动会田径比赛，其中1952年奥运会获得一枚铜牌。